# ジェシー・ブラッドフォード
ジェシー・ブラッドフォード（Jesse Bradford, 1979年5月28日 - ）は、アメリカ合衆国の俳優である。

## プロフィール
コネティカット州出身。俳優の両親の元に生まれ、生後8か月からコマーシャルに出演していた。1984年に『恋におちて』のロバート・デ・ニーロの息子役で映画デビューした。
2002年にコロンビア大学を卒業している。

## 主な出演作品

### 映画
- 恋におちて Falling in Love (1984)
- 推定無罪 Presumed Innocent (1990)
- マイ・ブルー・ヘブン My Blue Heaven (1990)
- わが街 セントルイス King of the Hill (1993)
- ロミオ+ジュリエット Romeo + Juliet (1997) バズ・ラーマン監督作品
- シャンヌのパリ、そしてアメリカ A Soldier's Daughter Never Cries (1998)
- スピードウェイ・ジャンキー Speedway Junky (1999)
- チアーズ! Bring It On (2000) ベイトン・リード監督作品
- ブルー・イグアナの夜 Dancing at the Blue Iguana (2000)
- タイムマイン Clockstoppers (2002) ジョナサン・フレイクス監督作品
- プール Swimfan (2002)
- ハッピー・エンディング Happy Endings (2005)
- 父親たちの星条旗 Flags of Our Fathers (2006) クリント・イーストウッド監督作品
- 猟奇的な彼女 in NY My Sassy Girl (2008) ヤン・サミュエル監督作品
- ブッシュ W. (2008)

### テレビシリーズ
- ザ・ホワイトハウス The West Wing (2003 - 2004) 計9話出演
- ザ・シューター Shooter (2016-)